# François-Melchior de Folard
François-Melchior de Folard fue un jesuita, poeta dramático y profesor del Colegio de la Trinidad de Lyon, nacido en 1683 y fallecido en 19 de febrero de 1739.

## Biografía
François-Melchior fue un jesuita, nacido en Aviñón, de noble familia, pero de pocos posibles, hermano del célebre táctico y tratadista militar Jean-Charles de Folard, conocido por sus escritos de arte militar y principalmente por sus Comentarios sobre Polibio: "Histoire de Polybe:....", Ámsterdam: Chez Arkstée et Merkus, 1774, 7 vols.
Entró en los jesuitas a los 16 años y sus superiores le enviaron al Colegio de la Trinidad de Lyon y profesó con distinción y dio humanidades y retórica en Lyon, y sus talentos y su carácter le facilitaron ser miembro de la Academia de Ciencias y de Bellas Letras de la misma ciudad, y dedicó todo su tiempo a sus responsabilidades como profesor y sus trabajos literarios (también enseñó gramática en Grenoble y pasó unos años en Arlés y Nimes).
Como escritor dejó una oración fúnebre al mariscal Hector de Villar, otro al Comandante de la Provenza Cardin Lebret, diez discursos singulares ordenados por el Consejo de la Villa de Arlés, y también escribió tragedias sobre Temístocles, Edipo, Alejandro Magno y Darius, y también fue editor científico de un texto en latín de B. Vionnet: Periandre:....
Dedica su tragedia de Edipo a Villeroy, arzobispo de Lyon, y precedido de un párrafo que expone el plan seguido y cuenta 18 autores antes que él que trataron la tragedia de Edipo y los principales son Sófocles, Eurípides, Séneca y entre los de la Edad Moderna Garnier, Pierre Corneille y Voltaire.
François-Melchior de Folard, en la citada tragedia, coge una ruta nueva y no sigue a Sófocles, y cambia el carácter de Edipo suavizando los rasgos que le dio Eurípides, señalando todo como inevitable y se caracteriza por una imaginación fuerte y fecunda, sagacidad, gran instrucción, obra remarcable bajo el punto de vista de la invención y la composición, y en estilo inferior a la obra de Voltaire en elegancia y pureza, pero a la par en lo enérgico del texto .
En cuanto a "Themistocles", va precedida de una dedicación al duque de Retz, par de Francia, donde ofrece una nueva prueba de sagacidad y fuerza de concepción, acompañado por una carta M. Dulieu, su obra favorita, preferible su estilo a la anterior citada de Edipo.
El Padre Jacques Pernetti (1696-1777), autor de "Recherches pour servir à l'histoire de Lyon", Lyon, 1757, 2 vols, habla de François-Melchior de Folard en sus necrológicas, de manuscritos en la Biblioteca de Lyon.
De la misma familia, aparte del citado Jean Charles, son los siguientes:
- El abad, canónigo de Nimes, Nicolás Folard, escribió en latín "Vida de Saboly" y "La vie de Pierre de St. Louis", 1750, con un poema sobre el profeta Elías "L'Eliade"
- El abogado Jérome Folard, asesor de los cónsules de Aviñón, y existe un discurso suyo en la obra "La conservation ou tribunal pour le jugement des couses mercantiles, etabli de l'autorité du pope Innocent XI", Aviñón, 1679, en 4º.

## Obras
- Agripa-Postumus,...., Lyon: Pierre Bruyset, 1721.
- Thémistocles, tragédie, Lyon: L. Declaustre, 1729.
- Oedipe, tragédie per le P. Folard, Utrecht: E. Neaulme, 1734.
- Orasion funèbre de... Louis-Hector, duc de Villars, Arlés: G. Mesnier, 1734.
- Oraison funèbre de messire Cardin Lebret.., Arlés: G. Mesnier, 1734.
- Otras tragedias